# Sistema monolític
Sistema monolític pot tenir un significat diferent si hom parla de programari o de maquinari.

## Maquinari monolític
Un sistema electrònic de maquinari s'anomena monolític quan els seus components estan integrats en un únic circuit integrat (en un únic die). Veure Fig.1

## Programari monolític

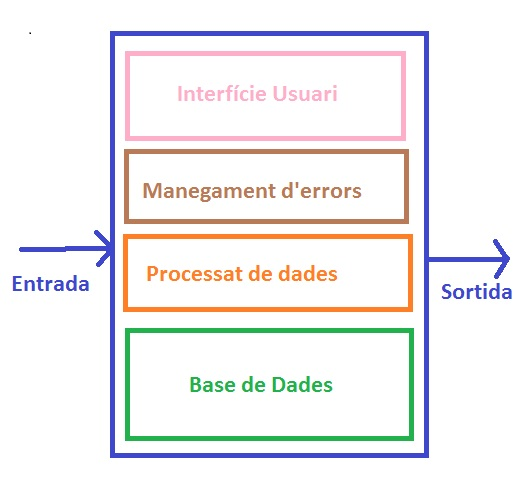
Fig.2 Programari monolític

S'anomena sistema de programari monolític sí té una arquitectura compacta, és a dir, si els diferents blocs (entrada, sortida, processament de dades, manegament d'errors i interfície d'usuari) estan entrellaçats i construïts en un sol bloc o programa. És una arquitectura bàsica que s'adapta molt bé a aplicacions o programes senzills. Veure Fig.2